# Іраншехр – Захедан
Іраншехр — Захедан — трубопровід на південному сході Ірану в провінції Систан і Белуджистан.
Наприкінці 2000-х до Іраншехру, розташованого в центральній частині провінції Сістан і Белуджистан, подали природний газ по магістральному трубопроводу IGAT VII. Звідси ресурс постачається до інших міст регіону кількома газопроводами, один з яких, введений в дію у 2017-му, прямує до провінційної столиці Захедану. Довжина цього трубопроводу, виконаного в діаметрі труб 900 мм, становить 265 км.
У районі Захедану великим споживачем блакитного палива є ТЕС Захедан.
Крім того, доправлений ресурс передається до газопроводу Захедан – Заболь.